# Wilhelm Ploog

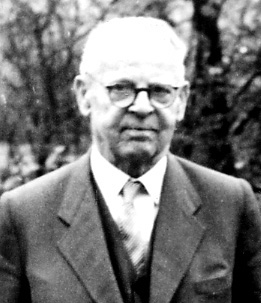
Wilhelm Ploog um 1960

Wilhelm Ploog (* 15. Juli 1873 in Krützfeld bei Eutin; † 27. August 1970 in Berlin) war ein deutscher Gewerkschaftsfunktionär.

## Leben
Nach dem Besuch der Volksschule erlernte Ploog den Beruf des Schneiders und arbeitete 1893 bis 1906 in diesem Beruf. 1897 schloss er sich der Sozialdemokratischen Partei Deutschlands (SPD) und dem Deutschen Schneiderverband an, er war Vorsitzender der Lübecker Filiale des Schneiderverbandes sowie Leiter der Agitationskommission. Von 1906 bis 1912 war er Geschäftsführer des Verbandes der Schneider, Schneiderinnen und Wäschereiarbeiter in Leipzig, ab 1912 Gauleiter des Verbandes für Sachsen, Thüringen und Anhalt und zeitweise auch Vorsitzender des Leipziger Gewerkschaftskartells. Von 1919 bis 1922 war er Mitglied des Hauptvorstandes und anschließend von 1922 bis 1932 Zweiter Vorsitzender des – aus dem Verband der Schneider, Schneiderinnen und Wäschereiarbeiter (VSSW) hervorgegangenen  – Deutschen Bekleidungsarbeiter-Verbandes. Zwischen 1933 und 1945 beteiligte er sich am Widerstand gegen das NS-Regime.
1945 wurde Ploog erneut Mitglied der SPD, ab 1946 war er Mitglied der Sozialistischen Einheitspartei Deutschlands (SED) und des Freien Deutschen Gewerkschaftsbundes (FDGB). Ploog gehörte zu den Mitbegründern der Industriegewerkschaft (IG) Bekleidung in Groß-Berlin. Von 1946 bis 1950 war er Zweiter Vorsitzender der IG Bekleidung und anschließend bis 1952 Funktionär der IG Textil-Bekleidung-Leder von Groß-Berlin. 1952 ging er in den Ruhestand. Von 1957 bis 1965 war er noch Vorsitzender des Arbeitskreises verdienter Gewerkschaftsveteranen der IG Textil-Bekleidung-Leder.

## Auszeichnungen
- Fritz-Heckert-Medaille (1955)
- Vaterländischer Verdienstorden in Silber (1957)
- Banner der Arbeit (1968)